# Satsningsstruktur
Det finns olika system för hur man ska reglera satsningarnas storlek i poker. Dessa olika system kallas satsningsstrukturer. 

## Straight limit
Straight limit (även kallat split limit, fixed limit eller bara limit) innebär att alla satsningar och höjningar måste ske i fasta steg, man får inte satsa eller höja till valfria belopp. En standardregel som hör samman med straight limit är att max 3 höjningar får förekomma per satsningsrunda. Straight limit är lättast för nybörjare att både spela och lära sig. 

### Exempel
Om man spelar Texas hold'em straight limit 2-4 kr betyder detta att i de två första satsningsrundorna måste satsningarna ske i steg om 2 kr, och de två sista rundorna i steg om 4 kr. Om någon alltså öppnar i andra rundan måste detta vara på 2 kr. Den som vill syna öppnaren måste betala 2 kr. Den som vill höja måste höja till 4 kr, och då kan nästa person höja till 6 kr etc. Höjer någon till 8 kr har man nått taket eftersom detta är den tredje höjningen. I tredje och fjärde rundan är beloppen dubblerade men fungerar i övrigt på samma sätt.
Regeln om max 3 höjningar per runda slutar gälla om endast två personer återstår i given (och om dessa två var de enda kvar när taket nåddes). Då får dessa båda personer höja varandra hur mycket som helst, deras markerkapital utgör enda begränsningen.

## Spread limit
Spread limit innebär att alla satsningar och höjningar måste ligga inom ett visst intervall som man kommit överens om i förväg. En höjning måste var minst lika stor som senaste satsningen/höjningen. Enligt reglerna om all-in och sidopotter gäller däremot alltid att man får syna/höja så långt det går i samband med att man får slut på marker. Ofta dubblas limitarna (undre och övre gränsen) i de senare rundorna: I femstöt, sjustöt och hold'em-spelen från och med tredje rundan, i mörkpoker och lowball i den andra. I Spread limit används oftast regeln att max 3 höjningar får förekomma per satsningsrunda. (Denna regel slutar dock gälla så snart endast två personer återstår i given, och om dessa två var de enda kvar när taket nåddes.) 

### Exempel
Ett parti spread limit mörkpoker för 6 spelare kan vara strukturerat på följande sätt: Ante 1 kr. Intervallet i första rundan 1-10 kr, i andra rundan 2-20 kr. Den som vill öppna i första rundan kan alltså välja ett belopp mellan 1 och 10 kr att öppna på. Antag att A öppnar med 7 kr. Nästa person B måste då lägga sig, syna genom att betala 7 kr eller höja. Eftersom en höjning aldrig får vara lägre än senaste satsningen/höjningen måste B i så fall höja till minst 14 kr. B kan maximalt höja till 17 kr eftersom övre limiten är 10 kr. Har någon satsat eller höjt med övre limiten måste då alla eventuella efterkommande höjningar i samma runda ske i steg om detta belopp. Antag att någon öppnar direkt med 20 kr i andra rundan. Eventuella efterföljande höjningar måste då vara till 40, 60 respektive 80 kr. Efter 80 kr är det dock stopp eftersom 3 höjningar i samma runda gjorts. Antag slutligen att A i sista rundan har gjort andra höjningen till 60 kr och B har bara 32 kr kvar och 40 kr i sin egen pott framför sig. B har då ändå rätt att höja eftersom all-in-reglerna alltid har företräde. I så fall höjer B till 80 kr genom att lägga de 32 kronorna i potten framför sig. Den skillnad på 8 kr som fattades från 72 till 80, läggs i en sidopott om några andra spelare synar.

## Pottlimit
Grunden i pottlimit är att man aldrig får satsa mer pengar än det redan ligger i potten. Till potten räknas dessutom en fiktiv syn från spelaren vars tur det är att agera. Minimigränserna är fastställda i förväg. Ingen begränsning på antalet höjningar per runda. Man får i allmänhet inte höja med mindre än senaste öppningen eller höjningen.

## No limit
No limit är den satsningsstruktur som inskränker spelarnas satsningar minst, då huvudidén är att man får öppna på valfria belopp samt höja obegränsat mycket. En höjning måste vara minst lika stor som senaste satsningen/höjningen. Det finns ingen tak för antalet tillåtna höjningar per satsningsrunda. Den enda övre begränsningen är det aktuella markerkapital man sitter med, man kan ju inte satsa mer än vad man har råd med. Miniminivåerna är fastställda från början; ofta ges de naturligt av vilka belopp man valt på ante/mörkar. 
Som i alla satsningsstrukturer har dock alltid reglerna om all-in företräde. Det ger upphov till följande undantag från huvudreglerna:
- Har man inte råd att syna på normalt sätt kan man ändå syna genom att satsa allt man har kvar. Det kallas för att gå all-in. Man har då rätt att sitta kvar hela given ända till visningen. Senare satsningar från andra spelare hamnar i en sidopott som endast dessa spelare tävlar om. Om man synar med sina återstående marker som räcker precis till en syn men inte mer, är man även i detta fall all-in.
- Har man råd att syna utan att gå all-in har man rätt att höja, trots att man kanske egentligen inte skulle ha råd att höja på det normala sättet. Man går då all-in och övriga spelares satsningar som går utöver ens egen ofullständiga höjning hamnar i en sidopott.

När man spelar no limit har en spelare med större kapital stort övertag över en spelare med mindre kapital (till skillnad från straight limit). Därför kan det vara lämpligt att komma överens om att alla startar med samma markerkapital, om man ska spela no limit. 
Att spela no-limit mellan endast 2 personer kan bli en spännande pokeruppgörelse. Tenderar att bli mycket psykologiskt spel. Straight limit däremot, mellan 2 någorlunda jämnbra spelare, blir oftast ganska ointressant i längden. 

### Exempel
Texas hold'em no-limit 2-4 kr. Mörkarna är på 1 resp 2 kr. De angivna limitarna 2 resp 4 kr är nu bara minsta tillåtna öppningsbud i de olika rundorna, till skillnad från i straight limit där dessa är absoluta. I första rundan kostar det som vanligt 2 kr att syna för spelaren i tredje position. Men han kan också välja att höja till valfritt belopp ≥4 kr. Antag att han höjer till 10 kr. Om nästa spelare också vill höja måste han höja till minst 18 kr eftersom den första höjningen var på 8 kr (från 2 till 10 kr). Men 18 kr är bara minimum, i no limit går det som sagt bra att höja till vilket belopp som helst så länge man har tillräckligt med marker för det. Han kan t.ex. välja att satsa alla sina återstående 375 kr. Som alltid i poker får man inte mitt under pågående giv köpa ytterligare marker för t.ex. 1000 kr och använda dessa i en höjning. Se vidare Table stakes. Ett lämpligt inköp med dessa limitar kan vara kanske 100 gånger den övre limiten, dvs 400 kr. Men det beror starkt på spelarnas spelstil. Om de inte spelar särskilt aggressivt, d.v.s. sällan höjer långt över miniminivåerna, kan man klara sig på betydligt mindre inköp.

## Tvångsinsatser
I de flesta pokerspel finns det tvångsinsatser som antingen någon eller alla måste betala, för att det alltid ska finnas pengar i potten. Dessa tvångsinsatser kan vara antingen ante, mörkar eller både och.

### Ante
Ante betalas av alla deltagare i början av en giv. Antens storlek bör vara betydligt mindre än den minsta satsningsnivån (limiten) som används; lagom är att det sammanlagda värdet av allas antar ligger mellan 1 och 1,5 (eller 1–2) gånger den minsta satsningsnivån. För stor ante leder till att turens betydelse ökar och för liten ante kan göra att spelet blir alltför tight och återhållsamt eftersom en spelare då utan att det kostar något kan sitta och vänta på en bra starthand. 
Vitsen med ante är att det ska finnas något att spela om redan från början. Använder man inte antar måste man därför ha någon annan typ av tvångssatsningar. Ibland används flera metoder samtidigt. I femstöt och sjustöt händer det att antar förekommer tillsammans med påtvingad s.k. bring-in som ska betalas av den spelare som efter given visar det lägsta öppna kortet (i razz betalas bring-in av den som vars öppna kort är högst). 
Av praktiska skäl låter man ibland given betala hela anten själv (då kan det bli lättare att välja ett passande belopp). När knappen då har vandrat ett varv har alla betalat lika mycket. 
Exempel: Om sex personer ska spela straight limit mörkpoker 5-10 kr är 1 kr en rimlig ante (lite större än minsta limiten som är 5 kr).

### Mörkar

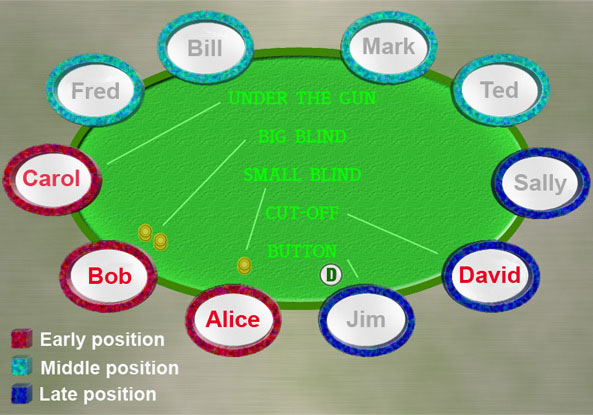
På den här bilden sitter Jim på dealerknappen. Därför betalar Alice lilla mörken och Bob stora mörken

Man kan spela antingen med en mörk eller med flera mörkar av olika storlek. Den största mörken motsvarar normalt en "liten bet", d.v.s. (minimi-)kostnaden för att öppna i någon av de tidigare satsningsrundorna. 
Mörken/mörkarna betalas alltid i början av varje ny giv. Vem som ska betala beror på spelarnas position, så allteftersom dealerknappen vandrar runt bordet turas man om att avlägga mörken/mörkarna. I spel med endast en mörk är det spelaren i första position som betalar den, med två mörkar blir det de två första positionerna etc. Minsta mörken betalas i första position (I spel mellan bara två spelare brukar ordningen vara omvänd). I Texas hold'em och andra besläktade spel är två mörkar standard. Mörken i andra position ("stora mörken") är lika med den lägre limiten, och mörken i första position ("lilla mörken") är oftast hälften av den stora.
Vitsen med mörkar är, liksom ante, att det ska finnas något att spela om från början. De är en påtvingad start till satsandet i första rundan. Alltså kan man inte börja med att passa när mörkar har lagts. Man måste antingen syna, höja eller lägga sig. Detta skiljer sig från spel med ante då dessa ej är en del av första rundan. Ibland förekommer ante och mörkar samtidigt.